# Pidzim
Pidzim, Pijim, Pidjim eller Pendzim (kazakiska: Пидшим, ryska: Пеншим) är en ort i Panfilovdistriktet i sydöstra Kazakstan. Omedelbart söder ligger ruinen Razvaliny Dun-Mamayuz samt förorten Nizhniy Pendzhim (Нижний Пеншим, "Nedre Pendsim").
Orten ligger nära gränsövergången mellan Kazakstan och Kina i Khorgos, invid den nyplanerade orten Nurkent och Khorgos Gateway. Den ligger 721 meter över havet.